# Orso II Participazio
Orso II Participazio var den traditionellt sett artonde dogen av Republiken Venedig. Han regerade mellan 912 och 932. 
Orso tycks inte alls har varit släkt med familjen Participazio som redan givit Venedig många doger. Under hans regeringstid fick Venedig bland annat sitt första myntverk. Han blev också kidnappad av en serbisk prins 912 när han återvände från Konstantinopel med dogens son.
Till skillnad från många av sina företrädare vidtog Orso inga åtgärder mot de narentinska, saracenska och dalmatiska pirater som plågade Adriatiska Havet. År 932 drog han sig tillbaka för att leva klosterliv i klostret Sankt Felice i Ammiana, där han levde till sin död samma år.